# Luigi De Canio
Luigi De Canio (Matera, 26 september 1957) is een Italiaanse voetbalcoach en gewezen voetballer. Hij werd op 15 maart 2016 aangesteld als trainer-coach van Udinese, waar hij aantrad als opvolger van de ontslagen Stefano Colantuono.

## Carrière

### Als speler
Als speler was Luigi De Canio vooral actief in de Serie C. Enkel in het seizoen 1978/79 speelde hij met FC Matera, een club uit zijn geboortestreek, even in de Serie B. Zijn debuut in de tweede divisie maakte hij tegen Genoa, de club waar hij later trainer zou worden. In totaal kwam hij 8 seizoenen uit voor Matera. Zijn spelerscarrière sloot hij eind jaren 80 af bij de amateurclub Pisticci. Hij werd er later ook trainer en loodste het team meteen naar de Serie D. In 1993 belandde De Canio voor het eerst als trainer in de Serie C. Hij trainde achtereenvolgens Savoia, Siena en Carpi. Bij die laatste club kreeg hij onder meer de 23-jarige Marco Materazzi onder zijn hoede.

### Lucchese en Pescara
In 1997 ging De Canio aan de slag bij tweedeklasser Lucchese. Hij zorgde ervoor dat het team met een 16e plaats niet hoefde te degraderen. Zijn contract werd er echter niet verlengd, waarna hij naar reeksgenoot Pescara verkaste. De Italiaan miste met zijn team net de promotie naar de hoogste afdeling. Pescara, een middenmoter, werd onder het trainerschap van De Canio 5e in het seizoen 1998/99 en kwam dus een plaats tekort voor de Serie A.

### Udinese
Na zijn bijna stunt met Pescara werd De Canio aangetrokken door Udinese. Voor de eerste keer maakte De Canio de overstap naar de Serie A. Hij werd met de bianconeri 8e in de competitie. De club won dat jaar ook de UEFA Intertoto Cup. Het seizoen 2000/01 begon aanvankelijk goed voor Udinese, maar nadien zakte De Canio's team volledig weg. De Italiaan werd na de winterstop, op 19 maart 2001, ontslagen na een nederlaag tegen Parma.

### Napoli en Reggina
Vervolgens trok De Canio terug naar de Serie B. Hij ging aan de slag bij Napoli. Hij kreeg van het bestuur de opdracht om de promotie naar de hoogste afdeling af te dwingen. Napoli eindigde 5e en miste zo de promotie op een haar na. Tijdens het seizoen 2002/03 volgde hij Bortolo Mutti op bij eersteklasser Reggina. De Canio zorgde ervoor dat Reggina op het nippertje ontsnapte aan de degradatiezone. De club werd 15e en versloeg in de play-offs Atalanta, dat daardoor naar de Serie B zakte.

### Genoa en Siena
In 2004 werd de Italiaan voor het eerst bij toenmalig tweedeklasser Genoa aangenomen. Het team stapelde in het seizoen 2003/04 de nederlagen op onder coach Roberto Donadoni. De gewezen speler van AC Milan werd aan de deur gezet en De Canio volgde hem op. Hij loodste het team van de degradatiezone naar een veilige 16e plaats. Toch werd hij enkele dagen voor het begin van het volgende seizoen vervangen door Serse Cosmi.
De Canio zat een tijdje zonder club en tekende uiteindelijk in januari 2005 bij zijn vroegere werkgever Siena. Hij werd er de vervanger van Luigi Simoni en verzekerde de club twee jaar op rij van het behoud in de Serie A.

### Queens Parks Rangers
In 2007 verhuisde De Canio voor het eerst naar het buitenland. De Italiaan tekende op 29 oktober een contract bij de Engelse tweedeklasser Queens Park Rangers, waar hij de ontslagen John Gregory opvolgde. Tijdens de winterstop trok de club verscheidene spelers aan, onder wie Matthew Connolly en Fitz Hall. De Canio liet QPR aantrekkelijk voetballen, hetgeen veel steun van de supporters opleverde. Na het seizoen kwam de Italiaan en het bestuur overeen om zijn contract te beëindigen. Er werd destijds gespeculeerd dat hij naar zijn thuisland terugkeerde om zijn huwelijk te redden.

### Lecce en Genoa
Op 9 maart 2009 tekende De Canio bij de Italiaanse eersteklasser Lecce. Het team zakte op het einde van het seizoen naar de Serie B, waarna De Canio besloot om zijn contract stop te zetten. Na lang onderhandelen kwamen hij en het bestuur toch tot een nieuwe overeenkomst. Hij bleef bij Lecce aan het roer en werd met de club vicekampioen in de Serie B. Lecce promoveerde opnieuw naar de hoogste afdeling, maar kreeg het daar meteen moeilijk. De club werd dat seizoen 17e en strandde dus net boven de degradatiezone. Op 22 mei 2011 werd De Canio aan de kant geschoven. Op 22 april 2012 tekende hij opnieuw bij Genoa. De club verkeerde in de Serie A in moeilijkheden. De Canio leidde het team net als Lecce een jaar eerder naar de 17e plaats.